# Холодний Ключ (Куюргазинський район)
Холодний Ключ (рос. Холодный Ключ, башк. Холодный Ключ) — присілок у складі Куюргазинського району Башкортостану, Росія. Входить до складу Шабагіської сільської ради.
Населення — 317 осіб (2010; 364 в 2002).
Національний склад:
- росіяни — 45%
- башкири — 44%